# Asien-Ozeanien-Pokal für Nationalmannschaften

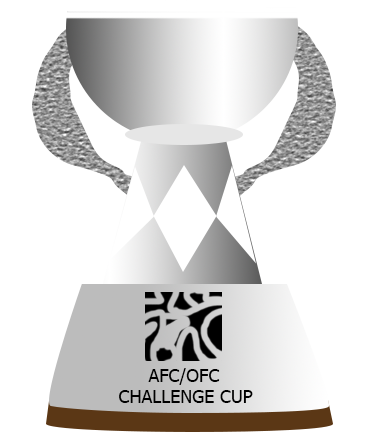

Der Asien-Ozeanien-Pokal für Nationalmannschaften (engl. AFC-OFC Challenge Cup) war ein interkontinentaler Fußballwettbewerb für Nationalmannschaften zwischen den kontinentalen Meistern von Asien und Ozeanien, der 2001 und 2003 lediglich zweimal ausgetragen wurde. Teilnehmer waren für Asien abwechselnd der jeweils aktuelle Gewinner der Asienmeisterschaft oder Sieger der Asienspiele im Fußball und für Ozeanien der aktuelle Gewinner der Fußball-Ozeanienmeisterschaft. Von asiatischer Seite als Ersatz für den Afro-Asien-Pokal für Nationalmannschaften vorgesehen, verlor er nach Etablierung des König-Fahd-Pokals bzw. späteren FIFA-Konföderationen-Pokals jedoch seine  Berechtigung und wurde nicht mehr ausgespielt.

## Die Austragungen im Überblick
| Datum            | Austragungsort                    | Spielpaarung (Sieger fettgedruckt) | Spielpaarung (Sieger fettgedruckt) | Spielpaarung (Sieger fettgedruckt) |
| Datum            | Austragungsort                    | Asienmeister/ Sieger Asienspiele   | Ergebnis                           | Ozeanienmeister                    |
| ---------------- | --------------------------------- | ---------------------------------- | ---------------------------------- | ---------------------------------- |
| 15. August 2001  | Shizuoka (Shizuoka-Ecopa-Stadion) | Japan Asienmeister 2000            | 3:0                                | Australien Ozeanienmeister 2000    |
| 12. Oktober 2003 | Teheran (Azadi-Stadion)           | Iran Sieger Asienspiele 2002       | 3:0                                | Neuseeland Ozeanienmeister 2002    |

## Asien-Ozeanien-Pokal 2001
| Japan                                                | Japan | Australien | Australien |
| ---------------------------------------------------- | --- | --- | ---------- |
| Japan                                                | \| 15. August 2001 in Fukuroi (Shizuoka-Ecopa-Stadion) \| \| Ergebnis: 3:0 (1:0) \| \| Zuschauer: 46.404 \| \| Schiedsrichter: Zhang Jianjun ( Volksrepublik China) \| | \| 15. August 2001 in Fukuroi (Shizuoka-Ecopa-Stadion) \| \| Ergebnis: 3:0 (1:0) \| \| Zuschauer: 46.404 \| \| Schiedsrichter: Zhang Jianjun ( Volksrepublik China) \|                                                                                | Australien |
| Japan                                                | Yoshikatsu Kamaguchi – Naoki Matsuda, Ryuzo Norioka, Kōji Nakata, Toshohiro Hattori, Hiroaki Morishima (77. Daisuke Oko), Teruyoshi Itō, Kazuyuki Toda, Yasahiro Hato (73. Tonokazu Myojin), Atushi Yanagisawa (62. Mashashi Nakayama), Takayuki Suzuki Cheftrainer: Philippe Troussier ( Frankreich) | Jason Petkovic – Luke Casserly, Steve Laybutt (61. Angelo Costanzo), Steve Horvat , Fausto de Amicis, Kasey Wehrman, Scott Chipperfield, Steve Corica, Mark Robertson (46. Con Boutsianis), John Aloisi (69. David Zdrilic) Cheftrainer: Frank Farina | Australien |
| Japan                                                | 1:0 Yanagisawa (19.) 2:0 Hattori (53.) 3:0 Nakayama (65.) | | Australien |
| 15. August 2001 in Fukuroi (Shizuoka-Ecopa-Stadion)  | | |            |
| Ergebnis: 3:0 (1:0)                                  | | |            |
| Zuschauer: 46.404                                    | | |            |
| Schiedsrichter: Zhang Jianjun ( Volksrepublik China) | | |            |

## Asien-Ozeanien-Pokal 2003
| Iran                                        | Iran | Neuseeland | Neuseeland |
| ------------------------------------------- | --- | --- | ---------- |
| Iran                                        | \| 12. Oktober 2003 in Teheran (Azadi-Stadion) \| \| Ergebnis: 3:0 (2:0) \| \| Zuschauer: 40.000 \| \| Schiedsrichter: Kousa Mohammed ( Syrien) \| | \| 12. Oktober 2003 in Teheran (Azadi-Stadion) \| \| Ergebnis: 3:0 (2:0) \| \| Zuschauer: 40.000 \| \| Schiedsrichter: Kousa Mohammed ( Syrien) \| | Neuseeland |
| Iran                                        | Ebrahim Mirzapour – Rahman Rezaie, Yahya Golmohammadi, Mohammad Nosrati, Hossein Kaebi – Hamed Kavianpour, Javad Nekonam – Ali Raza Yahedi Nikbakht (70. Moharam Navidikia), Ali Karimi (83. Mehrzad Madanchi), Mehdi Mahdavikia (88. Edmond Bazik) – Ali Daei Cheftrainer: Branko Ivankovic ( Kroatien) | Jason Petkovic – Che Bunce, Tony Lochhead, Ryan Nelsen , Ivan Vicelich (57. Rupesh Puna) – Simon Elliott, Noah Hickey (46. Kris Bouckenooghe), Duncan Oughton (46. Mike Wilson), Leo Bertos – Gerard Davis, Aaran Lines Cheftrainer: Mick Waitt ( England) | Neuseeland |
| Iran                                        | 1:0 Karimi (24.) 2:0 Karimi (37.) 3:0 Kaebi (67.) | | Neuseeland |
| Iran                                        | Nosrati | Wilson | Neuseeland |
| 12. Oktober 2003 in Teheran (Azadi-Stadion) | | |            |
| Ergebnis: 3:0 (2:0)                         | | |            |
| Zuschauer: 40.000                           | | |            |
| Schiedsrichter: Kousa Mohammed ( Syrien)    | | |            |